# Coppa Italia 1987-1988 (pallavolo maschile)
La Coppa Italia di pallavolo maschile 1987-1988 si è svolta dal 21 ottobre 1987 al 9 febbraio 1988: al torneo hanno partecipato sedici squadre di club italiane e la vittoria finale è andata per la quinta volta alla Pallavolo Modena.

## Regolamento
Le squadre hanno disputato ottavi di finale, quarti di finale, semifinali e finale, disputata al meglio delle tre partite.

## Squadre partecipanti
| Squadra              | Qualificazione | Ultima partecipazione |
| -------------------- | -------------- | --------------------- |
| Agrigento            | ?              | Debutto               |
| Zinella Bologna      | ?              | Coppa Italia 1986-87  |
| Catania              | ?              | Coppa Italia 1985-86  |
| Falconara            | ?              | Coppa Italia 1985-86  |
| Virtus Fontanafredda | ?              | Debutto               |
| Frascati             | ?              | Debutto               |
| Mantova              | ?              | Coppa Italia 1982-83  |
| Gonzaga Milano       | ?              | Coppa Italia 1985-86  |
| Panini               | ?              | Coppa Italia 1986-87  |
| Gabeca               | ?              | Debutto               |
| Petrarca             | ?              | Coppa Italia 1985-86  |
| Parma                | ?              | Coppa Italia 1986-87  |
| Robur Ravenna        | ?              | Coppa Italia 1982-83  |
| Torino               | ?              | Coppa Italia 1985-86  |
| Treviso              | ?              | Debutto               |
| Udine                | ?              | Coppa Italia 1985-86  |

## Torneo

### Ottavi di finale

#### Andata
| 21 ottobre 1987 PalaRaschi, Parma Durata: ? - Spettatori: ?                | Parma           | 3 - 1 | Treviso              | 15-4, 12-15, 15-8, 15-8        |
| 21 ottobre 1987 PalaRuffini, Torino Durata: ? - Spettatori: ?              | Torino          | 3 - 1 | Virtus Fontanafredda | 15-11, 11-15, 15-10, 15-6      |
| 21 ottobre 1987 PalaDozza, Bologna Durata: ? - Spettatori: ?               | Zinella Bologna | 3 - 0 | Frascati             | 15-10, 15-6, 15-10             |
| 21 ottobre 1987 PalaFabris, Padova Durata: ? - Spettatori: ?               | Petrarca        | 3 - 1 | Mantova              | 15-5, 15-7, 12-15, 15-7        |
| 21 ottobre 1987 PalaBenedetti, Udine Durata: ? - Spettatori: ?             | Udine           | 0 - 3 | Panini               | 2-15, 14-16, 3-15              |
| 21 ottobre 1987 PalaLido, Milano Durata: ? - Spettatori: ?                 | Gonzaga Milano  | 2 - 3 | Gabeca               | 17-15, 15-8, 14-16, 4-15, 6-15 |
| 21 ottobre 1987 PalaBadiali, Falconara Marittima Durata: ? - Spettatori: ? | Falconara       | 3 - 1 | Robur Ravenna        | 15-10, 15-13, 10-15, 15-12     |
| 21 ottobre 1987 Palasport, Acireale Durata: ? - Spettatori: ?              | Catania         | 3 - 1 | Agrigento            | 15-10, 15-4, 15-11             |

#### Ritorno
| 28 ottobre 1987 PalaVerde, Villorba Durata: ? - Spettatori: ?                | Treviso              | 0 - 3 | Parma           | 10-15, 6-15, 11-15               |
| 28 ottobre 1987 Palazzo dello Sport, Fontanafredda Durata: ? - Spettatori: ? | Virtus Fontanafredda | 0 - 3 | Torino          | 11-15, 11-15, 11-15              |
| 28 ottobre 1987 Palestra Simoncelli, Frascati Durata: ? - Spettatori: ?      | Frascati             | 1 - 3 | Zinella Bologna | 8-15, 15-5, 10-15, 13-15         |
| 28 ottobre 1987 PalaVirgilio, Virgilio Durata: ? - Spettatori: ?             | Mantova              | 0 - 3 | Petrarca        | 4-15, 9-15, 13-15                |
| 28 ottobre 1987 PalaPanini, Modena Durata: ? - Spettatori: ?                 | Panini               | 3 - 0 | Udine           | 15-8, 15-11, 15-3                |
| 28 ottobre 1987 Palazzo dello Sport, Montichiari Durata: ? - Spettatori: ?   | Gabeca               | 3 - 2 | Gonzaga Milano  | 9-15, 11-15, 16-14, 15-12, 15-11 |
| 28 ottobre 1987 PalaCosta, Ravenna Durata: ? - Spettatori: ?                 | Robur Ravenna        | 3 - 1 | Falconara       | 11-15, 17-15, 15-8, 15-11        |
| 28 ottobre 1987 PalaNicosia, Agrigento Durata: ? - Spettatori: ?             | Agrigento            | 3 - 2 | Catania         | 15-12, 15-7, 9-15, 14-16, 15-5   |

### Quarti di finale

#### Andata
| 3 novembre 1987 PalaRaschi, Parma Durata: ? - Spettatori: ?  | Parma    | 3 - 1 | Torino          | ? |
| 3 novembre 1987 PalaFabris, Padova Durata: ? - Spettatori: ? | Petrarca | 3 - 1 | Zinella Bologna | ? |
| 3 novembre 1987 PalaPanini, Modena Durata: ? - Spettatori: ? | Panini   | 3 - 1 | Gabeca          | ? |
| 3 novembre 1987 Palasport Durata: ? - Spettatori: ?          | Catania  | 3 - 0 | Robur Ravenna   | ? |

#### Ritorno
| 10 novembre 1987 PalaRuffini, Torino Durata: ? - Spettatori: ?              | Torino          | 0 - 3 | Parma    | ? |
| 10 novembre 1987 PalaDozza, Bologna Durata: ? - Spettatori: ?               | Zinella Bologna | 3 - 0 | Petrarca | ? |
| 10 novembre 1987 PalaCosta, Ravenna Durata: ? - Spettatori: ?               | Robur Ravenna   | 3 - 0 | Catania  | ? |
| 10 novembre 1987 Palazzo dello Sport, Montichiari Durata: ? - Spettatori: ? | Gabeca          | 0 - 3 | Panini   | ? |

### Semifinali

#### Andata
| 13 gennaio 1988 PalaRaschi, Parma Durata: ? - Spettatori: ?  | Parma  | 3 - 2 | Zinella Bologna | ? |
| 13 gennaio 1988 PalaPanini, Modena Durata: ? - Spettatori: ? | Panini | 3 - 0 | Catania         | ? |

#### Ritorno
| 20 gennaio 1988 PalaDozza, Bologna Durata: ? - Spettatori: ? | Zinella Bologna | 3 - 1 | Parma  | ? |
| 20 gennaio 1988 Palasport Durata: ? - Spettatori: ?          | Catania         | 3 - 2 | Panini | ? |

### Finale
| Gara 1 - 2 febbraio 1988 PalaPanini, Modena Durata: 1h:50 - Spettatori: 3 000 | Panini          | 3 - 0 | Zinella Bologna | 17-15, 15-1, 15-13       |
| Gara 2 - 9 febbraio 1988 PalaDozza, Bologna Durata: ? - Spettatori: ?         | Zinella Bologna | 1 - 3 | Panini          | 13-15, 13-15, 15-4, 8-15 |